# Национални парк Кафуе
Национални парк Кафуе је највећи национални парк у Замбији, који покрива површину од око 22.400 км 2 (по величини слично Велсу или Масачусетсу). То је један од највећих паркова у Африци где живи 152 различитих врста сисара. 
Парк је добио име по реци Кафуе. Простире се на три провинције: северозападну, централну и јужну. Главни приступ је преко пута Лусака–Монгу који прелази парк северно од његовог центра. Сезонски земљани путеви такође повезују Каломо и Намвалу на југу и југоистоку и Касемпу на северу.

## Историја
Национални парк Кафуе основао је 1950-их Норман Кар, утицајни британско-родезијски заштитник природе. 
Оснивање је можда било могуће након што је британска колонијална влада преселила традиционалне власнике области, народ Нкоја (краља) Мвене Кабулвебулвеа, из њихових традиционалних ловишта у округ Мумбва на исток 1924. Незадовољство темпом развоја у Централној провинцији и недостатак користи од туризма у парку довели су до позива од вођа Нкоја да оснују нову провинцију у области коју су предложили да се зове провинција Кафуе.

## Геологија и клима
Земљиште је генерално равно или благо валовито, осим неких малих, стрмих порфиритних гранитних брда између Чонге и Нгоме и местимичних пешчара и гранитних брда око Нгоме која се пењу до 120 м. Југозападни део гранитног масива Хук простире се на централном делу парка, укључујући шкриљце, гнајс, гранит-гнајс и гранит. На ивици гранитног масива налазе се шкриљци, кварцити и кречњаци из седимената Катанга унутрашњег Луфилијског лука. На северу и југу масива тло покривају Каро седименти шкриљаца, алеврита, шљунка и разних врста латерита. 
На северном крају парка плавне равнице садрже глиновито земљиште, али су иначе земљишта јако испрана од песковитих до иловастих земљишта ниске плодности. У већем делу дренаже реке Нанзила, и у неким земљама око река Нкала, Муса и Лвансанза, има тамносиве алкалне глине. Иначе, парк је прекривен добро дренираним и релативно неплодним бледим или наранџастим песком Калахарија помешаним са мало муља и глине. 
Главне притоке реке Кафуе у овом парку су реке Луфупа и Лунга на северу, Луансанза (или Лвансанза) у центру и Муса на југу. 
Просечна годишња количина падавина варира од 510 мм на југу до више од 1.020 мм на северу. Средња годишња температура је 21 °C, са средњим максимумом од 26 °C у јулу до 33 °C у октобру, најтоплијем месецу у години. Ветар је углавном слаб, источног смера.

## Станишта и флора
Већи део парка је прекривен миомбо шумама, које су отворене полулистопадне шуме дрвећа родова Brachystegia, Julbernardia и Isoberlinia, прилагођене периодичним пожарима. Ове шуме имају неколико малих дамбоа (травњака који постају мочварни у кишној сезони) између њих. Велике термитне хумке налазе се у шумама, са посебном зимзеленом флором, посебно дрво канделабра (Euphorbia ingens) и ебановина (Diospyros mespiliformis). Велике и мале отворене равнице налазе се широм парка, често прошаране малим термитским хумкама. На југу и центру се налазе зимзелене шуме тиковине и мопана. Река Кафуе се на крају улива у вештачко језеро Итежи-тежи, формирајући делимично акумулацију унутар парка. Важна водена биљка је трава Vossia cuspidata, која формира слободно плутајуће простирке у реци. Aeschynomene elaphroxylon је проблематичан коров у близини језера Итежи-тежи. 
Равнице Бусанга на крајњем северозападу су добро позната атракција; ово су сезонски плављени травњаци дуж реке Луфупа. Они угошћују велика стада биљоједа и много птица. 

## Фауна
Национални парк Кафуе угошћује велики број антилопа укључујући пуку, ситатунгу, црвену лечву, плави дујкер, жутолеђи дујкер, Шарпову антилопу, ориби, импалу, коњску антилопу, сабљасту антилопу и хартбист. Често се виђају крда афричких саванских слонова. Остали сисари укључују афричког бивола, мравоједа, панголина, жбунасту свињу, брадавичасту свињу, пролећног зеца и галагија. Река Кафуе и њене притоке дом су нилских коња и неколико највећих нилских крокодила у јужној Африци. У парку постоје и гуштери варани. Гепард се појављује широм овог парка, а често се виђа афрички леопард. Парк је и станиште афричког дивљег пса. Остали месождери укључују Селоусовог мунгоса, белорепог мунгоса, мочварног мунгоса, афричку цибетку, јазавца медоједа, афричку видру без канџи, белогрлу видру, сервала, каракала и афричку дивљу мачку.  Од 2005. године, заштићено подручје се сматра "јединицом за очување лавова", заједно са Националним парком Јужна Луангва. 

### Птице
Постоји преко 500 забележених врста птица.  Неки укључују Пелову сову рибарицу, папагаја црних образа,  ждрала са сивом круном, афричку папучицу, Бемове пчелоједе, рајске мухоловке, сунчане птице, бројне врсте водомара и једину ендемску птицу Замбије, Чаплинов барбет (Lybius chaplini). Бусанга је једно од ретких познатих места за размножавање ждралова са ресама (Grus carunculata). Ту су и јата пеликана, многе врсте чапљи и афричких рода. Колоније афричких скимера налазе се на пешчаним спрудовима у главним рекама. 
Мали термитни хумци на травњацима привлаче чађаве чаврљане-мухарице (Myrmecocichla nigra), а влажнија подручја равница фаворизује руменоврати јастреб (Macronyx ameliae). Када термити алате лете пред кишама, разне еје и ластавичари их лове.
Шуме настањују афрички орлови јастребови, змијски орлови са црном грудима, ваљци (Coracias spatulatus), ровке, и чађави и Арнотових чаврљани. 

### Рибе
Комерцијално важне врсте риба у овој области су Sarotherodon macrochir, Tilapia andersonii, T. rendalli, T. sparrmanii, Marcusenius macrolepidotus, Clarias gariepinus, Labeo molybdinus и Hepsetus odoe. Године 1992. капента (Limnothrissa miodon) из језера Тангањика унесена је у језеро Итежи-тежи. 

## Инфраструктура
Нгома на југу је седиште парка, али је ово подручје, заједно са равницама Нанжила, мање посећено откако је изграђена брана Итежи-Тежи и више ложа развијено на северу. Акумулација је пресекла пругу север-југ кроз парк и захтева обилазак ван парка за вожњу између Нгоме и Чунге. 